# Ľuboš Križko
Ľuboš Križko (Trenčín, Checoslovaquia, 9 de agosto de 1979) es un deportista eslovaco que compitió en natación, especialista en el estilo espalda.
Ganó una medalla de bronce en el Campeonato Europeo de Natación de 2008 y dos medallas de bronce en el Campeonato Europeo de Natación en Piscina Corta, en los años 2006 y 2008.

## Palmarés internacional
| Campeonato Europeo                  | Campeonato Europeo       | Campeonato Europeo | Campeonato Europeo |
| Año                                 | Lugar                    | Medalla            | Prueba             |
| ----------------------------------- | ------------------------ | ------------------ | ------------------ |
| 2008                                | Eindhoven (Países Bajos) | Medalla de bronce  | 50 m espalda       |
| Campeonato Europeo en Piscina Corta |                          |                    |                    |
| Año                                 | Lugar                    | Medalla            | Prueba             |
| 2006                                | Helsinki (Finlandia)     | Medalla de bronce  | 50 m espalda       |
| 2008                                | Rijeka (Croacia)         | Medalla de bronce  | 50 m espalda       |